# لوحة طوابع ثلاثية
الطوابع الثلاثية أو اللوحة الثلاثية (Triptych)، هو مصطلح خاص بهواة جمع الطوابع (من اليونانية: ”ثلاثة“ + ”طية“) اقتبس من عالم الفن ولهُ نفس المعنى: مجموعة من ثلاث لوحات مفصلية معًا. ويستخدم لوصف ثلاثة طوابع بريدية ذات تصميم مترابط تشكل تصميمًا واحدًا كاملًا.
في الولايات المتحدة، نادرًا ما يُستعمل هذا الشكل الثلاثي في طباعة الطوابع، ربما لأنه لا يتناسب مع شكل اللوحة الشائعة المكونة من أربع طوابع للتجميع. وبدلاً من ذلك، كثيرًا ما يرى المرء مجموعة طوابع متجاورة من اثنين أو أربعة أو أي عدد زوجي آخر من الطوابع ذات الأشكال المتشابهة. في عام 1976، طبعت الولايات المتحدة إصدار ”روح عام 76“. في عام 1992 بمناسبة الذكرى الـ500 لاكتشاف كريستوفر كولومبوس لقارة أمريكا، أصدرت الولايات المتحدة سلسلة من خمسة طوابع ثلاثية الشكل بشكل رأسي استنادًا إلى سلسلة الطوابع التذكارية الشهيرة لعام 1892. كانت هذه السلسلة ثلاثية فقط بمعنى أنها كانت مرتبطة ببعضها البعض من الناحية الموضوعية، لكنها كانت ثلاثة تصاميم مميزة بدلاً من التصميم المتصل لـ”روح عام 76“.

## معرض الصور

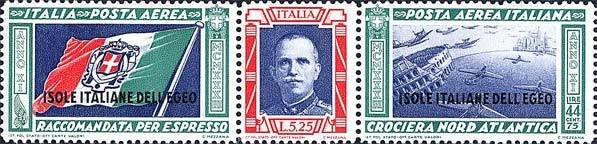
طوابع إيطالية استعملت في جزر بحر إيجة صدرت عام 1933.
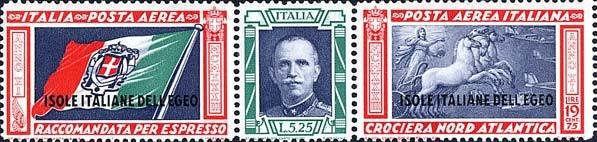
طوابع إيطالية استعملت في جزر بحر إيجة صدرت عام 1933.
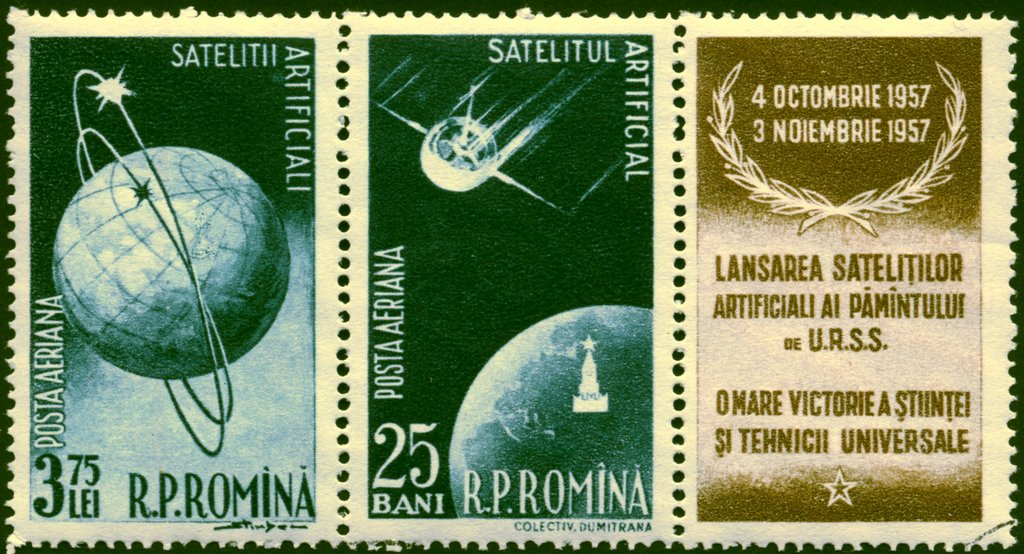
ثلاثة طوابع رومانية صادرة عام 1957 حول إطلاق قمرين صناعيين سوفيتيين إلى الفضاء وهما سبوتنك 1 وسبوتنك 2.
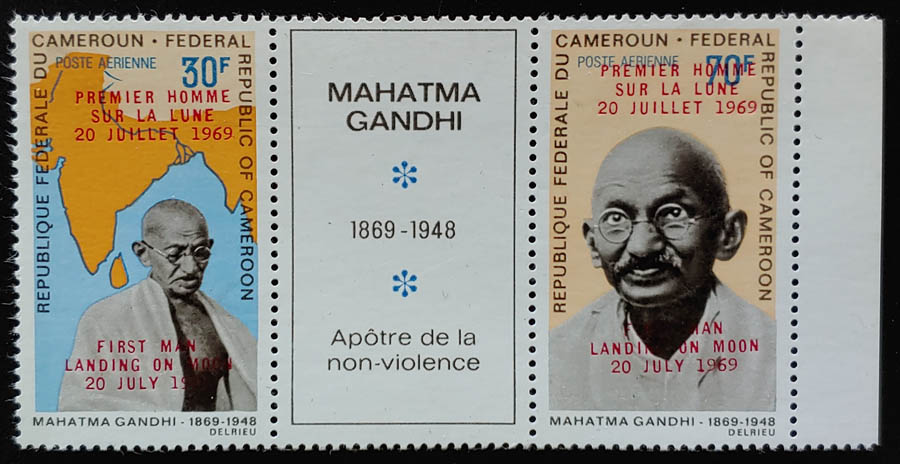
طوابع كاميرونية موشحة عام 1969
طوابع بريدية يونانية صادرة عام 1974
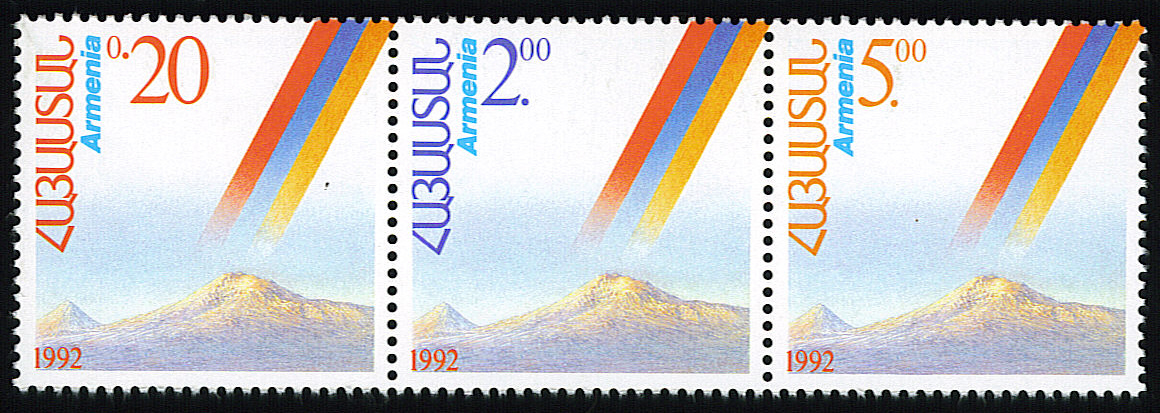
طوابع ثلاثية من أرمينيا طبعت سنة 1992
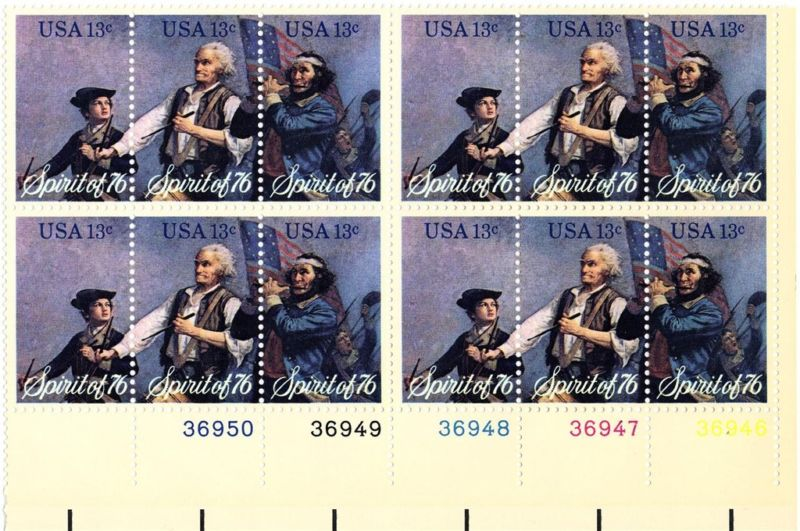
لوحات ثلاثية طبعت في الولايات المتحدة (روح عام 76)
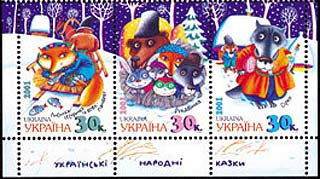
طوابع أوكرانية صادرة عام 2001
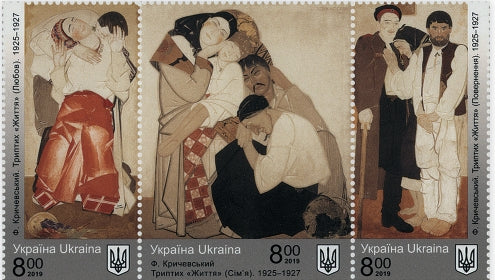
طوابع أوكرانية صادرة عام 2019 تحمل لوحة ثلاثية الدرفات.
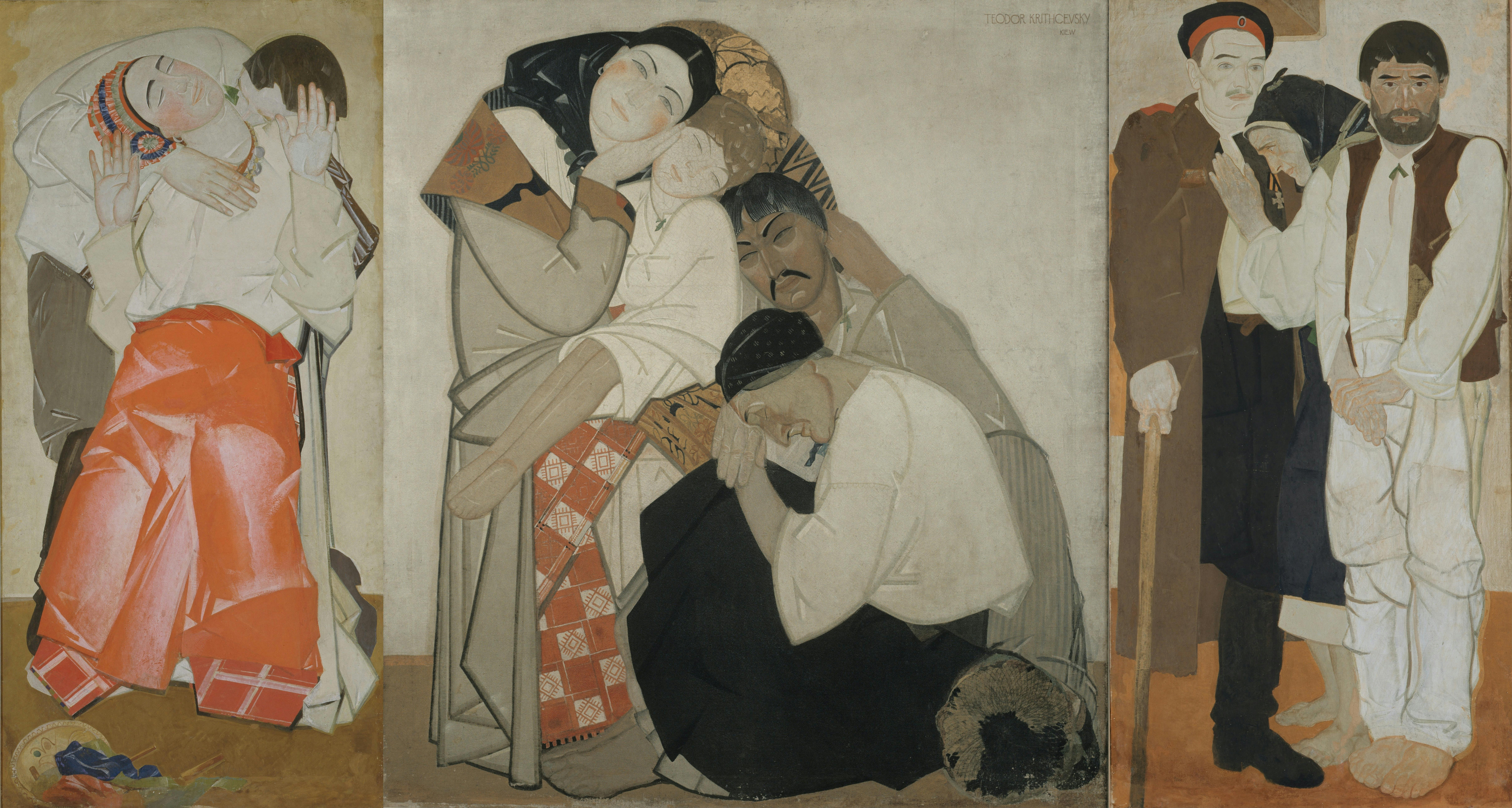
لوحة ثلاثية الدرفات رسمها الفنان فيدير كريتشيفسكي[الإنجليزية] عام 1925.